# 虹技
虹技株式会社（こうぎ、英: KOGI CORPORATION）は兵庫県姫路市に本社を置く鋳物の製造会社。

## 沿革
- 1916年（大正5年）12月 - 堀田正夫の個人経営として神戸鋳鉄所を創業
- 1937年（昭和12年）12月 - 播磨工場を建設（現姫路西工場）
- 1937年（昭和12年）12月 - 東京出張所を開設（現東京支社）
- 1940年（昭和15年）6月 - 株式会社に組織変更
- 1952年（昭和27年）4月 - 神戸および大阪証券取引所に株式上場
- 1961年（昭和36年）11月 - 姫路東工場を建設
- 1993年（平成5年）12月 - 創業77周年を機に株式会社神戸鋳鉄所から虹技株式会社へ商号変更
- 2004年（平成15年）1月 - 天津虹岡鋳鋼有限公司を中国天津市に設立
- 2004年（平成16年）7月 - 本店を神戸市から姫路市に移転
- 2013年（平成25年）7月 - 大阪証券取引所と東京証券取引所との現物株市場統合に伴い、東京証券取引所第1部に上場。
- 2018年（平成30年）1月 - 虹技ロール株式会社、虹技ブロワ株式会社、虹技ファウンドリー株式会社、虹技物流機工株式会社を清算結了。

## 事業内容

### 鋳物・ロール関連事業
- ロール部門 
  - 各種圧延ロール・鉄鋼用鋳物・他
- 大型鋳物部門
  - 鋼塊用鋳型・自動車用プレス金型用鋳物・大型産業機械用鋳物・他
- 小型鋳物部門
  - 公共土木用鋳物
    - グラウンドマンホール・グレーチング・電線共同溝用鉄蓋・他

  - 産業用鋳物
    - 上下水道関連部品・鉄道関連部品・産業機械関連部品
- デンスバー部門 連続鋳造鋳鉄棒
  - 材質＝普通鋳鉄、ダクタイル鋳鉄、ニレジスト鋳鉄、特殊合金鋳鉄

### 機械・環境関連事業
- 機械部門
  - 送風機・トランスベクター・ボルテックスクーラー・他
- 新素材部門
  - KCメタルファイバー（金属短繊維）・KCカーボンセラミックス（高温耐熱素材）
- 環境装置部門
  - ストーカ式ごみ焼却炉・リサイクル設備・各種脱臭装置・HAS（過熱水蒸気応用乾燥・炭化装置）・他

## 事業所
- 本社 - 姫路市大津区勘兵衛町4丁目1番地
- 姫路 東工場 - 姫路市大津区勘兵衛町3丁目12番地
- 姫路 西工場 - 姫路市大津区吉美403
- 東京支社 - 東京都港区芝5丁目31番19号オーエックス田町ビル7階
- 名古屋営業所 - 名古屋市中区丸の内2丁目18番10号丸の内アネクスビル4階
- 北陸営業所 - 金沢市駅西新町二丁目8番23号
- 北九州営業所 - 北九州市小倉北区浅野2丁目8番4号KMMビル西館8F

## 連結子会社
- 虹技サービス株式会社
- 天津虹岡鋳鋼有限公司
- 南通虹岡鋳鋼有限公司